# 実用車 (自転車)

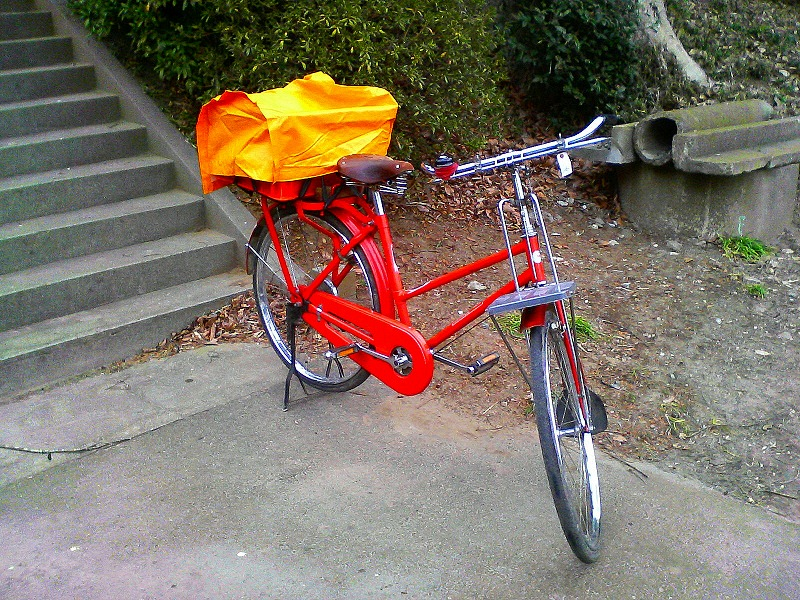
郵便配達に使用される実用車

実用車（じつようしゃ）とは、日本における自転車の一類型。

## 歴史

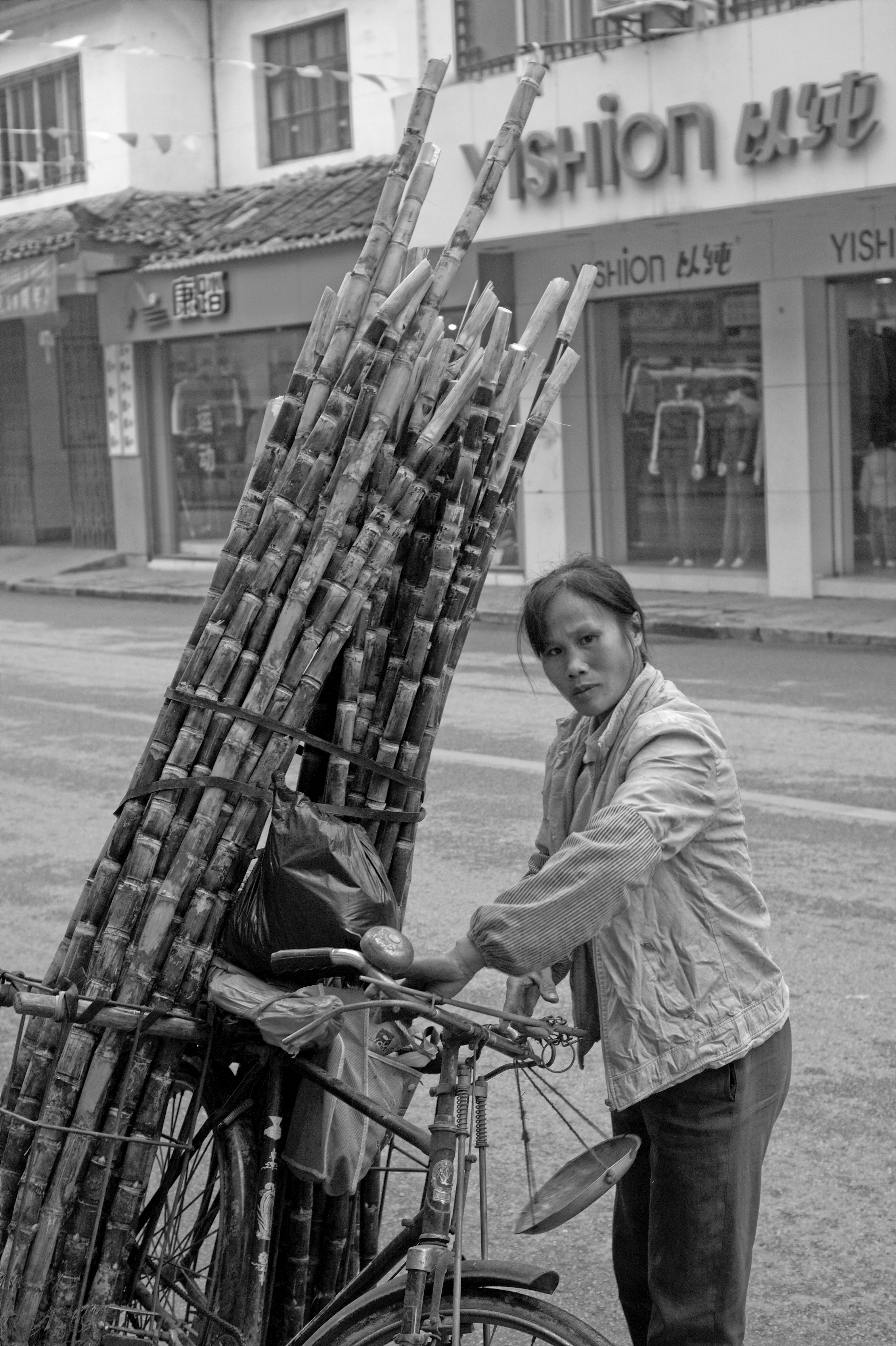
中国の実用車

1870年代頃の英国を中心にブームを起こした黎明期の自転車は、紳士階級の趣味的な乗り物であり、スポーツ競技向けという側面が強かった。しかし1885年にローバー安全自転車が発売されて以降は、大衆の移動手段として定着していった。自転車が明治期の日本に輸入され定着していく歴史の中にも、同様の過程を見ることができる。そうした変遷の中で次第に、重い荷物を運ぶことを目的とした日本独自の様式である「実用車」がかたちづくられていった。

## 形状
往年の実用車は職人気質で丁寧に仕上げられ、細部まで磨きこまれ、ねじ1本まで装飾を施し、風きり（前の泥除けに留められたエンブレムの一種）や七宝製のフロントバッジ、フレームに引かれた金線など、一種の様式美を備えていた。
「実用車」は自転車業界内の大まかな呼称であり、明確な定義や規格は存在しない（防犯登録上には車種として実用車がある）が、ロードスター形自転車の影響を受けている。一般的な特徴や固有の装備は次の通りである。
- 鉄もしくは高張力鋼のパイプで構成されるフレーム（ダイヤモンド型ないしはスタッガード型）
- ロッドブレーキ、もしくは内拡式（ドラム）ブレーキ
- 鉄製で44Tのコッタード・クランク
- 26インチのBEタイヤ
- スポークは鋼、もしくはステンレス製13番ゲージで前32本、後40本
- 鉄製平板の大型後部荷台
- 補助機構付の大型枠付両足スタンド
- 補助フォーク
- フルチェーンカバー
- ハンモック形状のバネ付き革サドル、ゴム巻きペダル
- 砲弾型の前照灯
- 角形の大型後輪錠
- シングルスピード
- リアカー連結器
- スポークベル

1975年まで、実用車は日本における代表的な自転車であった。丸石自転車（埼玉県）、宮田工業（神奈川県）、安藤自転車工場（威力号、東京都台東区）、山口自転車（ベニー号、台東区）、ウエルビー工業（大阪市）などのメーカーが、おもな製造業者としてあげられる。現在では実用車の販売台数は減ってきており、製造を中止するメーカーもでているが、パナソニックなど数社が製造を続けている。軽快車と部品を共用するなど、実用車の独自な様式は薄れつつあるが、大きな特徴は変化することなく今日に至っている。

## 現代の実用車
実用車は簡便に利用でき、かなりの重量物も運搬可能な輸送手段であるため、現代でも新聞や郵便物の配達や飲食店の出前、商店の配達など近距離の貨物運送に利用されている。
その堅牢さゆえ、以前に生産された車両の多くは当時のスタイルのまま走っているが、現行で生産されている車両の装備等は一部現代的になっている。現在生産されているパナソニックの「レギュラー」や2018年に生産終了したブリヂストンの「ジュピター」は両者共に、一般車と同様のWOタイヤ、男女兼用モデルとするためスタッガードフレーム、ブレーキはケーブル式でローラーブレーキであり、フレーム他のジオメトリは旧来の実用車のものではなく軽快車に準じている。

### 警察

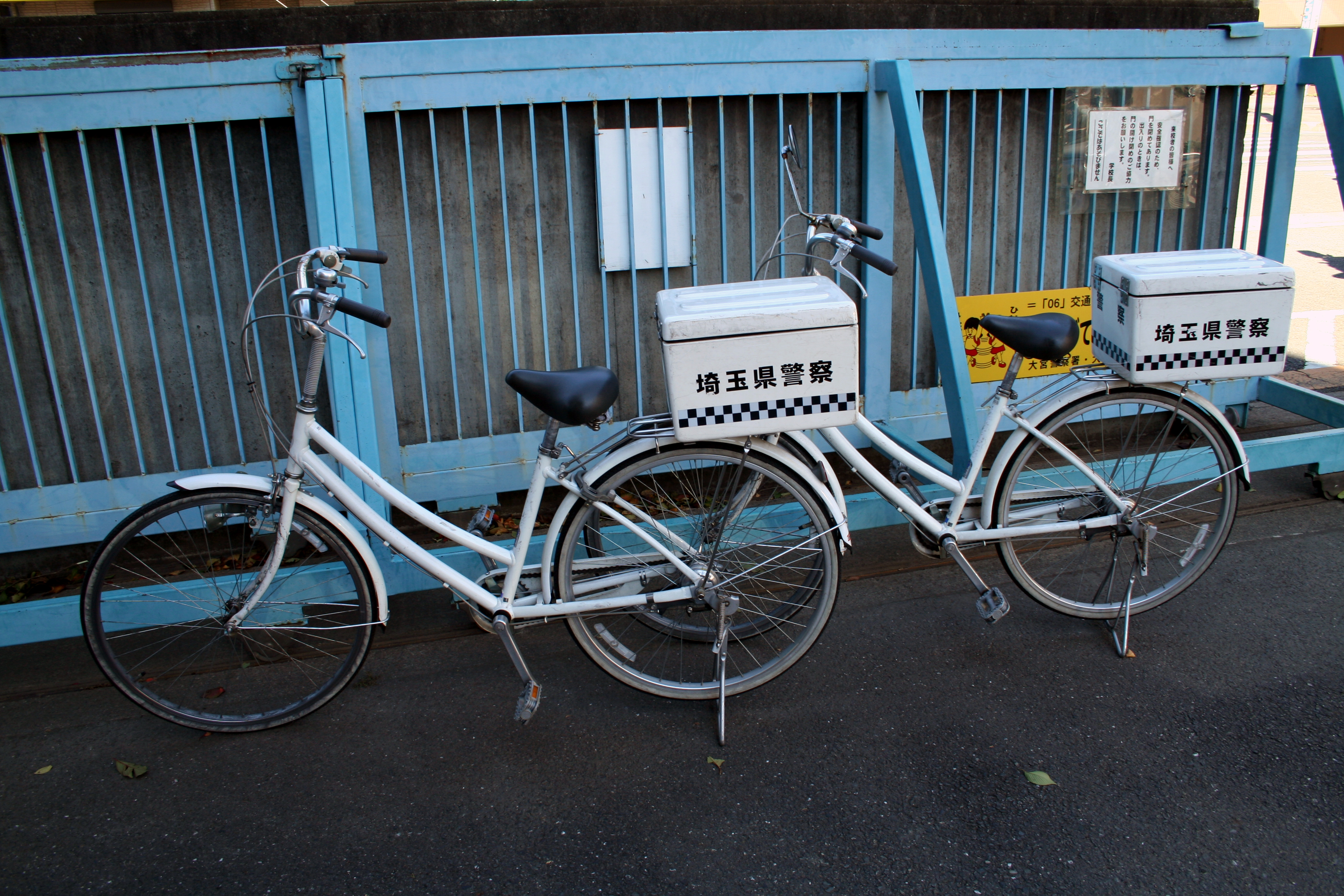
警察官の使う軽快車

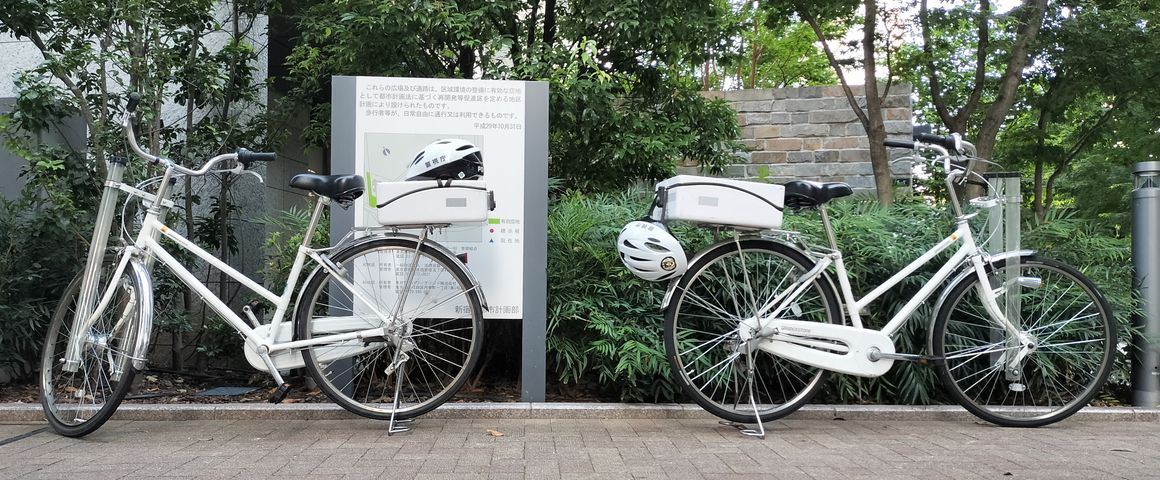
合図灯ホルダや書類ケースが装着されている

交番・駐在所にも警ら用自転車として実用車が配備されている事がある。交番・駐在所から遠方にあたる警ら地区を、警ら基本の徒歩警らによる巡回よりも短時間で効率良く実施するためである（また受け持った警ら地域が、広範囲でも容易に警ら活動ができる）。他に、事件・事故の発生で急行する際にも交番・駐在所勤務員が現場へ早く駆けつけられる為にもある。最近では従来の実用車にかわり軽快車や小型自動二輪車（いわゆる「黒バイ」）に合図灯ホルダ、「弁当箱」と呼ばれる荷箱などの専用装備を備え付けたものが配備される事も多い。

### 築地
東京都中央区の築地市場では、現代でも実用車が多く見られ、専門の自転車店も晴海通り沿いに存在する。魚を運ぶ木製の箱を搭載するため、後部荷台に鋼鉄製の補強枠を溶接するなど、魚河岸で利用するための改造なども行っている。

### 前荷台運搬車
昭和初期には、米や氷など100kg前後の重量物の運搬用として、自転車の前に荷物を載せる前荷台運搬車が多数販売されていた。重さに耐えるため、フロントフォークと一体化した荷台やリヤカー用の太いフロントホイールが特徴である。これは宮城県仙台市の鍛冶屋が商店の注文を受けて制作した物が原型であるため「仙臺自転車」とも呼ばれた。現代では重量物の運搬は自動車に取って代わられたが、発祥の地である仙台市中心部には過去に購入した自転車を現代でも利用している店が多数存在する。また宮城県内には仙臺自転車を展示している施設が複数ある。

### 三輪自転車（前一輪後二輪）
三輪車#前一輪後二輪参照。